# Murnau am Staffelsee
Murnau am Staffelsee, Murnau a. Staffelsee – gmina targowa w Niemczech, w kraju związkowym Bawaria, w rejencji Górna Bawaria, w regionie Oberland, w powiecie Garmisch-Partenkirchen. Leży około 22 km na północny wschód od Garmisch-Partenkirchen, nad jeziorem Staffelsee, przy autostradzie A95, drodze B2 i linii kolejowej Monachium – Innsbruck.

## Demografia
Dane o ludności z 31 grudnia 2008:
| Opis                                | Ogółem | Ogółem | Kobiety | Kobiety | Mężczyźni | Mężczyźni |
| ----------------------------------- | ------ | ------ | ------- | ------- | --------- | --------- |
| Jednostka                           | osób   | %      | osób    | %       | osób      | %         |
| Populacja                           | 12 153 | 100    | 6326    | 52,05   | 5827      | 47,95     |
| Wiek przedprodukcyjny (0–17 lat)    | 2036   | 16,75  | 938     | 7,72    | 1098      | 9,03      |
| Wiek produkcyjny (18–65 lat)        | 7481   | 61,56  | 3873    | 31,87   | 3608      | 29,69     |
| Wiek poprodukcyjny (powyżej 65 lat) | 2636   | 21,69  | 1515    | 12,47   | 1121      | 9,22      |

## Polityka
Wójtem gminy jest Michael Rapp z CSU. Poprzednio funkcję tę pełnił Hermann Salminger. Rada gminy składa się z 24 osób.
|      | CSU | SPD | FW | ödp | Razem |
| 2008 | 11  | 4   | 4  | 5   | 24    |
| 2002 | 13  | 5   | 3  | 3   | 24    |

## Historia
W czasie II wojny światowej miejsce obozu jenieckiego Oflag VII A Murnau, w którym byli przetrzymywani również Polacy. Między innymi Witold Pilecki. W 1941 utworzony został także obóz Oflag 57, który został wkrótce przeniesiony do Ostrołęki.